# Keiji Ishizuka
Keiji Ishizuka (jap. 石塚 啓次 Ishizuka Keiji; ur. 26 sierpnia 1974) – japoński piłkarz występujący na pozycji napastnika.

## Kariera klubowa
Od 1993 do 2003 roku występował w klubach Tokyo Verdy, Consadole Sapporo, Kawasaki Frontale i Nagoya Grampus Eight.